# Хорвуд, Крейг Ревел
Крейг Ревель Хорвуд (англ. Craig Revel Horwood; род. 4 января 1965 года) — австралийско-британский танцор, хореограф и театральный режиссер в Великобритании. Является покровителем Национального общества остеопороза. Внес значительный вклад в театральную хореографию и режиссуру, но более всего известен в качестве судьи на танцевальном шоу канала BBC — Strictly Come Dancing (англ. Танцы со звездами). Опубликовал автобиографию в 2008 году.

## Карьера

### Театр

#### Вест-энд и Великобритания
Хорвуд внес в театр Вест-энд богатый вклад. Конкретно, поставил мюзиклы «Spend Spend Spend» (англ. Тратьте Тратьте Тратьте) и «My One and Only» (англ. Мой один единственный), оба из которых принесли ему премию Лоренса Оливье в номинациях за лучшую хореографию. Был заместителем директора и балетмейстера в мюзикле «Вестсайдская история» (англ. West Side Story), помогал Бобу Эвиану с мюзиклом «Martin Guerre» (англ. Мартин Герр) и был резидент-директором в «Мисс Сайгон» (англ. Miss Saigon). Он ставит «Hard Times — The Musical» (англ. Трудные времена — Мюзикл), «Calamity Jane» (англ. Каламити Джейн), «Tommy Cooper — Jus' Like That» (англ. Томми Купер — Просто нравится это) и играл в «Six Dance Lessons in Six Weeks» (англ. Шесть уроков танцев за шесть недель), в ролях: Клэр Блум и Билли Зейн в Королевском тетаре, Хеймаркет. Он также был режиссёром и хореографом «Beautiful and Damned» (англ. Прекрасные и проклятые).
Он руководил Welsh Première Concert Production (франц. Валлийский Премьер-концерт) — поставил «My Land’s Shore» для The Gate Arts Centre в Кардиффе. В течение лета 2008 года он руководил новой постановкой Эндрю Ллойда Уэббера, мюзикл «Бульвар Сансент» (англ. Sunset Boulevard) в Watermill Theatre, который переведен в лондонский Вест-Энд, в Harold Pinter Theatre.
В 2010—2011 годах Ревель Хорвуд руководил и занимался хореографией англо-канадского тура мюзикла «Шахматы» (англ. Chess), который был возрожден в 1986 году и был написан Тимом Райсом, музыка Бенни Андерссона и Бьорна Ульвеуса (из ABBA). Шоу привлекло положительные рецензии по поводу постановки.
В 2012 году руководил туром по Великобритании шоу Strictly Come Dancing два года подряд.

#### Международные авторства
В Региональном Театре поставил хореографию для «Pal Joey», «Arcadia», «On the Razzle» и «My One and Only» (англ. Мой один единственный). В Chichester Festival Theatre — «Парни и куколки» (англ. Guys and Dolls) в Шеффилде, «Anything Goes». «Юг Тихого океана» (англ. South Pacific) в Grange Park Opera и «Hot Mikado» на сцене Watermill Theatre в Ньюбери.
Международные спектакли: «Crazy for You» (англ. Без ума от тебя) (ЮАР), «Fiddler on the Roof» (англ. Скрипач на крыше) и «Sweet Charity» (национальный тур Амстердам, Нидерланды), «Шахматы» (англ. Chess) (Дания), «Boner» (Париж, Франция), «Copacabana» (португ. Копакабана) (Дания), «Der Kuhhandel» (Австрия) и «Glanzlichter» (Берлин, Германия).

#### Специальные мероприятия
Ревель Хорвуд руководил церемонией открытия Игр Содружества 2002 года, в Манчестере и поставил там «Once Upon a Time — The Life of Hans Christian Andersen» (англ. Однажды — жизнь Ганса Христиана Андерсена), живой концерт в Копенгагене по случаю двухсотлетия автора, которое транслировалась по всему миру.

#### Пантомима
В декабре 2009 года, Ревель Хорвуд играл роль королевы в «Snow White and the 7 Dwarfs» (англ. Белоснежка и 7 гномов) в Venue Cymru в Лландидно, Северный Уэльс. Роль, которую он повторил в декабре 2010 года в Hawth Theatre, Кроули и в Orchard Theatre, Дартфорд, Кент, вместе с Энном Уиддекомбом в 2011 году. В декабре 2012 года, он сыграл ту же роль в Wycombe Swan, Хай-Вайкомб, снова вместе с Уиддекомбом. В конце 2012 года было объявлено, что он будет выступать в качестве Белоснежки в Cliffs Pavilion, Саутенд.

### Телевидение

#### Strictly Come Dancing
Ревель Хорвуд знаком британским телезрителям в качестве члена жюри в шоу «Танцы со звездами» на Би-би-си, с момента своего основания в 2004 году. Он имеет репутацию самого сурового судьи и часто получается освистанный аудиторией. На пике недовольства к нему, как к судье, он привлек широкую критику за свою явную предвзятость по отношению к Эмме Бантон в четвёртой серии соревнований. Он известен тем, что строго учитывает все правила, как например при разметке вниз для «незаконном лифте» в венском вальсе, если женская стопа отрывается от пола.

##### Фразы
В контексте его судебной работы, Ревель Хорвуд стал широко известен в своих речевых оборотах, которые часто включают в себя преувеличенное количество удлиненный гласных, в том числе: «It was a complete dahnce di-sah-ster, dahling» (англ. Этот танец полное бедствие) и «Chah-Chah-Chah» (англ. Ча-ча-ча). Их популярность настолько велика, что они доступны в виде рингтонов на сайте Ревеля Хорвуда, прибыль от которой идет в Национальное общество остеопороза.
Его благодарные высказывания: «Three words: Fab-u-lous!» (англ. Три слова: невероятно!) (англ. fab — потрясающий, u — ты (сокращ. you), lous — паршивый (сокращ. lousy)) обрели культовый статус. Слоги слова звучат как три отдельных слова. Ревель Хорвуд точно так же раскладывает на слоги и делает ударение на последни в слове «A-ma-zing!» (англ. Удивительно!).
Чтобы оценить эротическую хореографию в танце, Ревель Хорвуд прибегает к таким фразам как «абсолютная гадость» (англ. absolute filth), часто использует сразу же «…и я любилю это!» (англ. …and I loved it!). Он использует эти фразы достаточно часто, чтобы они стали признанной формулой. Комментируя танец Кимберли Уолш в 2012 году, Ревель Хорвуд выразился так: «неприлично, неправильно, абсолютная гадость» (англ. indecent, improper, absolute filth), — и добавил: — «Я люблю это» (англ. I loved it). Комментируя румбу Клэр Кинг с Бренданом Коулом в 2006 году, Хорвуд заявил: «Это было абсолютной гадостью. И я люблю это» (англ. That was absolute filth. I loved it). Он также похвалил Гарри Джадд в 2011 году высказав: „Он имел власть, господство, командование, управление. Он был гадостью, и я любил его!“ (англ. It had authority, dominance, command, control. It was filth and I loved it!).

#### Танцы со звездами
Он был судьей на „Танцах со звездами“ в Новой Зеландии, наряду с Бренданом Коулом. Это были всегда две достаточно контрастные оценки.

#### Комическая Академия Славы
Ревель Хорвуд стал судьей на „Comic Relief Does Fame Academy“ в 2005 году, вместе с Лесли Гарреттом и Ричардом Парком. Он и Гаррет заменил вокал Дэвида Гранта и Кэрри Грант, однако пара до сих пор представляется как тренеры на шоу. Он вернулся в качестве судьи для третьей серии Comic Relief в 2007 году. Шоу было отменено Би-би-си после третьей серии и закончено.

### Другие телевизионные проекты
Ревеля Хорвуда можно увидеть в пятом эпизоде, второй серии „Louis Theroux’s Weird Weekends“, во время которых Луи Теру расследует испытания и невзгоды актёров в Нью-Йорке и как они с этим боролись. Было представлено, как Крейг Хорвуд во время прослушивания мюзикла на норвежском круизном судне, в котором он являлся хореографом.
В мае и июне 2007 года он появился в качестве конкурсанта на „Celebrity MasterChef“ и вышел в финал вместе с Надей Савалха и Миджем Юром.
15 апреля 2010 года, Ревель Хорвуд был знаменитостью, приглашенной в качестве судьи на „Daily Cooks Challenge“. 13 августа 2010 года он появился в „Would I Lie to You?“ (англ. Хотел бы я соврать тебе?). В 2011 году он был гостем на „Celebrity Juice“ (эпизод 6, серия 5; 17 марта) и „Ask Rhod Gilbert“ (англ. Спросите Рода Гилберта) (28 сентября). В январе 2012 года, он появился на Би-би-си в сериале „Волшебники“.
На целую неделю, начиная с 3 сентября 2012 года, он появился в качестве эксперта в „The Wright Stuff“ на 5 канале.
22 октября 2012 года он появлялся на канале ITV в шоу „Loose Women“ (англ. Блудницы). Он также появился на CBBC в телевизионной программе „12 Again“ в 2012 году, рассказывая о своей жизни, когда ему было 12 лет. 22 февраля 2013 года он появился на „Room 101“.
Ревель Хорвуд в 2008 году выиграл переделанную версию талант-шоу „Maestro“, под названием „Maestro at the Opera“. Он выступал против Джози Лоуренс, Маркуса дю Сотойи и Тревора Нельсона. Появлялись также Марк Элдер, Даниэль де Низ, Алфи Бо и Кири те Канава. Серии были частично сняты в лондонском Королевском оперном театре, где Ревель Хорвуд, как победитель, поставил второй акт оперы „Богема“ в конце 2012 года.
Ревель Хорвуд использовал свой вокал в сингле других знаменитостей под опекой хормейстера Гарета Мэлоуна для благотворительности «Children In Need 2014». Хор исполнил версию Avicii песню «Wake Me Up». 16 ноября 2014 года сингл достиг первой строчки в чартах Великобритании.
15 января 2016 года, он появился в качестве эксперта в специальной выпуске ITV в «Loose Women» (под названием «Loose Women and Men» (англ. Блудные женщины и мужчины) наряду с завсегдатаями шоу Андреа Маклином, Надей Савалха и другими специальными гостями Питером Андре и Крисом Камарой.
В 2021 году принял участие в британском танцевальном телешоу «Танцор в маске» в маске Десерта и выбыл в 6 выпуске.

## Публикации
В 2008 году Michael O’Mara Books издали автобиографию Ревеля Хорвуда под названием «All Balls and Glitter: My Life» (англ. Все мячи и блестки: Моя жизнь).

## Личная жизнь
Родился в 1965 году в Балларате, Австралия. Ревель Хорвуд начал свою карьеру в качестве танцора в Мельбурнe, затем переехал в Лондон, чтобы воспользоваться большими возможностями, доступные там. В 1989 году он переехал в Великобританию из Австралии, и 20 августа 2011 года, стал гражданином этой страны.
В автобиографии Ревель Хорвуд рассказывает, что в возрасте 17 лет он зарабатывал деньги, выступая в качестве трансвестита в барах и клубах, и что его отношения с неназванными знаменитостями были сродни проституции.
Он дважды подвергался пластической хирургии. Первым случаем была коррекция носа в возрасте 18 лет. В 2011 году, Ревель Хорвуд рассказал, что претерпел уменьшение груди в течение 2010 года, потому что его размер чашки «C» болезненно сказывался на танцах.
В декабре 2014 года, Ревель Хорвуд сообщил репортеру из журнала ОК! - 

Я был бисексуален в течение длительного времени. Я скользил между мужчинами и женщинами довольно много, в возрасте от 17 до 26 лет. Моя жена Джейн оставила меня ради другого мужчины. Потом я влюбился в парня. Я являюсь геем до сих пор.
Его партнер Дэймон Скотт известен по шоу «Britain’s Got Talent». Скотт и Ревель Хорвуд в отношениях с 2013 года. В сентябре 2014 года, они переехали в Хэмпшир вместе, но окончили отношения в начале 2016 года.
Ревель Хорвуд стал покровителем Национального общества остеопороза в 2009 году. В этом он нашел общий язык с Камиллой, герцогиней Корнуольской (чья мать, как и она, страдала от болезней костей). Вместе они танцевали Ча-ча-ча посетив школу, чтобы отметить Национальный день остеопороза в 2009 году.
В январе 2015 года Ревеля Хорвуда показали на ITV в «Loose Women». Он страдал от анорексии и дистрофии в подростковом возрасте, когда был танцором, в попытках подражать другим молодым людям и танцорам в частности.